# Hirtodrosophila polypori
Hirtodrosophila polypori är en tvåvingeart som först beskrevs av John Russell Malloch 1924.  Hirtodrosophila polypori ingår i släktet Hirtodrosophila och familjen daggflugor.

## Utbredning
Artens utbredningsområde är New South Wales och södra Queensland i Australien.

## Utseende
Artens kroppslängd är 3,1 mm. Vingarna är genomskinliga med mörkbruna fläckar.